# فرودگاه ونجو
فرودگاه ونجو  (به انگلیسی: Wonju Airport) (به زبان بومی: 원주공항) یک فرودگاه همگانی / نظامی  با کد یاتا WJU است . این فرودگاه در شهر ونجو کشور کره جنوبی قرار دارد و در ارتفاع ۱۰۰ متری از سطح دریا واقع شده است.

## شرکت‌های هواپیمایی و مقصدهای پروازی
| شرکت‌های هواپیمایی | مقصدهای پروازی |
| ----------------- | -------------- |
| کورین ایر         | ججو            |